# Johann Heinrich Zulauf
Johann Heinrich Zulauf (* 21. August 1779 in Eudorf; † 27. Oktober 1854 ebenda) war ein hessischer Landwirt und Politiker und Abgeordneter der 2. Kammer der Landstände des Großherzogtums Hessen.
Johann Heinrich Zulauf war der Sohn des Gemeindsmanns Johannes Zulauf und dessen Ehefrau Maria Katharina, geborene Gemmer. Zulauf, der evangelischen Glaubens war, war Landwirt in Eudorf und heiratete dort 1810 Anna Elisabeth geborene Dächer.
Von 1832 bis 1849 gehörte er der Zweiten Kammer der Landstände an. Er wurde für den Wahlbezirk Oberhessen5/Romrod und danach für den Wahlbezirk Rheinhessen 7/Pfeddersheim gewählt. Er vertrat liberale Positionen. Zulauf war Beigeordneter und bis zu seinem Tode Bürgermeister von Eudorf. 1848 war er Mitglied des Vorparlaments.